# Poecilocloeus tridentatus
Poecilocloeus tridentatus är en insektsart som beskrevs av Mariño 1985. Poecilocloeus tridentatus ingår i släktet Poecilocloeus och familjen gräshoppor. Inga underarter finns listade i Catalogue of Life.